# 德钦哥都迈
德钦哥都迈（發音：[θəkʰɪɰkòdɔm̥áiɰ]）（1876年3月23日—1964年7月23日）被认为是20世纪缅甸最伟大的诗人、作家和政治领袖。他被视为缅甸民族主义与和平运动之父以及文学天才。他擅长采用诗歌与散文间杂的“注”这种文体表达当代政治问题的新内容，从而产生了巨大的影响。他激励了整整一代缅甸民族主义者争取独立，培养了他们对自己国家历史、语言和文化的极大自豪感，鼓励他们积极投身于争取民族独立的救国斗争，他的遗产和对战后几代人的影响仍能从文学作品和缅甸的政治局势中感受到。

## 成长岁月
德钦哥都迈原名吴龙，幼时被送到曼德勒的寺庙中接受传统教育。九岁时，寄宿在寺庙附近的他亲眼目睹了贡榜王朝的垮台和英国人绑架国王锡袍与王后苏帕雅萊。这一场景让他终生难忘，不断在争取独立的斗争中激发自己的民族主义热情。1894年他丧父辍学，到仰光做过排字工人，然后到毛淡棉从事新闻工作。1903年，他与之前在仰光认识的马信结婚，并于1911年民族主义运动蓬勃发展时返回仰光，为《太阳报》工作。这一阶段他以塞耶龙为笔名，创作以诗歌和缅甸历史神话传说为基础的舞台剧，吸引了广泛的观众。他也定期为报纸和其他出版物撰稿，后来成为《龙》杂志的编辑。
1914年，面对当时的不少知识人士崇拜英国文化，流行将自己的名字冠以Mr的现象。德钦哥都迈以“密斯特貌迈”为笔名发表了奠定自己文学声誉的《洋大人注》，引起极大反响，起到了遏制这一风气的作用。这一时期他还写了《孔雀注》和长篇小说《嘱咐》。英国殖民者想让德钦哥都迈写诗歌颂英王，但他断然拒绝，表现了民族气节。他对缅甸古典文学烂熟于心，这使他能够以如此轻松地写出才华横溢的诗歌。

## 民族主义运动
1920年仰光大学罢课浪潮迅速席卷全国，各地纷纷成立国民学校抵制英国的奴化教育。德钦哥都迈欣然出任仰光国民大学缅甸历史和文学教授。之后他写了《猴注》，谴责英国殖民者破坏缅甸民族独立运动的卑劣行径。1925年他发表了《狗注》，毫不留情地揭露投机政客们出卖民族利益的无耻行为，他引人入胜且令人难忘的诗歌风格使他在缅甸公众中非常受欢迎，并使他的作品免受殖民政府的审查。1930年农民领袖萨耶山号称鲲鹏，领导了缅甸历史上规模最大的农民起义。德钦哥都迈写了《鲲鹏颂》歌颂这场反抗帝国主义的农民运动。
1934年诗人毅然加入我缅人党即德钦党，党员均在原名前冠以“德钦”（主人）表示自己不屈服殖民统治，追求主权独立。从此他改名德钦哥都迈，并写了有名的《德钦注》。 1936年全缅甸学生会（ABSU）成立时，发生了历史上第二次大学生罢工，德钦哥都迈成为组织者。 1941年作为民族主义者领袖的德钦哥都迈被殖民当局列入了“缅甸名单”视其为“国家的敌人”。。德钦哥都迈和其他领导人一起派遣昂山和其他年轻人——后来被称为“三十志士”——到国外寻求军事训练以对抗英国。

## 和平运动
1948年缅甸独立后，立即陷入了一场波及甚广的内战，这让德钦哥都迈格外悲痛，他的余生都在努力为这片土地带来和平，因此成为缅甸和平运动的领军人物。1950年缅甸政府授予他“卓越的文学艺术家”的称号。 1952年他出席在北京举行的亚太地区和平会议，同年被选为缅甸世界和平议会主席。1954年他获得斯大林和平奖，1957年他前往斯里兰卡和印度参加世界和平会议。1960年被汉堡大学授予名誉博士学位。德钦哥都迈曾多次访问中国，并写有《访华长诗》。晚年的德钦哥都迈将时间用于和平与民族和解，写作的时间却很少。
1962年奈温发动政变掌权，取缔执政党之外的所有党派，德钦哥都迈是唯一没有保持沉默的声音。1963年他与前准将觉卓一起积极支持奈温领导的政府与括缅甸共产党、共产党 (缅甸)等武装分子进行和平谈判。1964年德钦哥都迈以88岁高龄去世，最后的愿望是看到一个和平统一的缅甸。去世后数十万缅甸人民进行了自发的吊唁。德钦哥都迈被埋葬在仰光大金寺附近的坎都敏花园墓。1976年3月23日德钦哥都迈诞辰一百周年时，一百多名学生因在他的陵墓举行仪式被捕。

## 主要作品
- 《洋大人注》（1914）
- 《孔雀注》（1920）回顾了缅甸历史，颂扬了人民的爱国主义传统[2]。
- 《嘱咐》（1916、1919、1921）描写了敏东王时代的历史事件和曼德勒一带的风俗文化。
- 《猴注》（1923）
- 《狗注》（1925）
- 《鲲鹏颂》（1931）
- 《德钦注》（1938）热情宣传德钦党人的主张，歌颂它为民族独立而战斗的业绩[2]。
- 《访华长诗》（1953）热情颂扬中国人民取得的巨大成就。